# 土居健太郎
土居 健太郎（どい けんたろう、1965年〈昭和40年〉6月6日 - ）は、日本の厚生・環境技官。

## 来歴
北海道札幌市出身（旭川市出身とする資料もある）。旭川市で育ち、北海道旭川東高等学校に入学し、後に山形県立山形東高等学校に転校し、同校を卒業。1989年（平成元年）8月、国家公務員採用Ⅰ種試験（土木）に合格し、翌1990年（平成2年）3月、北海道大学大学院工学科修士課程を修了。同年4月、厚生省に入省し、生活衛生局水道環境部環境整備課に配属。入省後、容器包装リサイクル、自動車リサイクル、クール・ビズの普及などを担当し、水・大気環境局大気環境課大気生活環境室長、地球環境局総務課低炭素社会推進室長、同局地球温暖化対策課長、同課市場メカニズム室長、東北地方環境事務所保全統括官、同事務所福島環境再生事務所長兼中間貯蔵施設等整備事務所長、福島地方環境事務所長兼中間貯蔵施設等整備事務所長、環境再生・資源循環局総務課長、環境省大臣官房審議官、環境再生・資源循環局次長などを歴任。
2022年（令和4年）7月1日、環境再生・資源循環局長に就任。
2023年（令和5年）7月1日、水・大気環境局長に就任。
2024年（令和6年）7月1日、地球環境局長に就任。
2025年（令和7年）7月1日、地球環境審議官に就任。